# Première bataille de Ras Lanouf
Guerre civile libyenne
Batailles
- 1re Benghazi
- El Beïda
- Derna
- 1re Tripoli
- Misrata
- 1re Zaouïa
- Djebel Nefoussa (1re Dehiba
- 2e Dehiba
- Gharyan)
- 1re Brega
- 1re Ras Lanouf
- 1re Ben Jawad
- 2e Ras Lanouf
- 2e Brega
- 1re Ajdabiya
- 2e Benghazi
- 2e Ajdabiya
- 1re golfe de Syrte
- 3e Brega
- Al Jawf
- Front de Misrata (Zliten
- Tawarga
- 2e Zaouïa
- 4e Brega
- Fezzan
- Birak)
- 5e Brega
- 3e Zaouïa
- 2e Tripoli
- 2e Sebha
- 2e golfe de Syrte (Syrte)
- Offensive de Bani Walid (Tarhounah - Bani Walid)

- Intervention militaire de l’OTAN
- Opération Ellamy (Royaume-Uni)
- Opération Harmattan (France)
- Opération Odyssey Dawn (États-Unis)
- Opération Mobile (Canada)

La bataille de Ras Lanouf est une bataille de la guerre civile libyenne. Elle se termine par une retraite stratégique loyaliste.

## Déroulement
Selon les rebelles, le 4 mars les forces fidèles à Mouammar Kadhafi ont utilisé des armes lourdes et des hélicoptères pour attaquer l'aéroport. Un rebelle a dit avoir vu quatre hommes en face de lui tués lors d'une explosion. Les rebelles ont signalé qu'il y avait des défections dans la base militaire locale.
Pendant la nuit, les rebelles capturent la ville de Ras Lanuf y compris l'aéroport et la base militaire.
Après la capture de la base, les rebelles ont affirmé avoir trouvé les corps de 20 soldats déserteurs qui selon les insurgés ont été tués par les forces pro-kadhafistes.
Le 5 mars les forces fidèles à Mouammar Kadhafi se replient vers Ben Jawad

## Bilan